# Обонятельные клетки
Обонятельные рецепторы (обонятельные клетки[en]) представляют собой биполярные нейроны с одним неветвящимся дендритом. Он проходит между базальными клетками и оканчивается небольшим вздутием — обонятельной булавой. Из неё выходят до 20 длинных ресничек, которые представляют собой сенсорную поверхность обонятельной клетки. Они, как правило, погружены в слой слизи, покрывающей эпителий, и образуют с ним плотный матрикс. Обонятельная клетка имеет двойную функцию: восприятие стимула и передача нервного импульса в мозг, поэтому является нейросенсорной клеткой (сенсорным нейроном). Аксоны, выполняющие передачу сигналов в ЦНС, собраны в пучки — обонятельные нити. Обонятельные нейроны способны к замещению путём деления базальных клеток.
Слизь, в которой лежат обонятельные реснички содержит большое количество некрупных (20 кДа) белков, которые секретируются железами носа и встречаются в слизи, покрывающей не только обонятельный эпителий, но и чисто респираторный. Эти белки, возможно, очень неселективно связываются с молекулами пахучих веществ (одорантами) и обеспечивают их взаимодействие с рецепторными клетками.
Обонятельные реснички по ультраструктуре не отличаются от других ресничек и содержат обычную неподвижную аксонему. Обонятельные реснички очень длинные и тонкие: при длине от 5 до 250 мкм они достигают лишь 100—250 нм в диаметре. Они собраны в пучки по 5—40 и выходят из булавы обонятельной клетки, увеличивая её сенсорную поверхность. Рецепторные белки располагаются на поверхности ресничек. Каждый ген из семейства генов, кодирующих такие белки, кодирует определённую их разновидность, и на ресничках одной обонятельной клетки присутствуют обонятельные белки лишь одной разновидности; не все гены данного семейства, впрочем, могут экспрессироваться (так, у человека экспрессируется около 40 % этих генов). Долгое время оставалось неясным, отвечает ли ресничка на многие типы одорантов или только на один. Сейчас, однако, установлено, что обонятельные клетки одного типа специфичны к конкретному узкому классу химических соединений, поскольку распознают в них особые структурные мотивы.
Независимо от специфичности, чувствительность обонятельных клеток очень велика: они способны регистрировать вещества в концентрации от 10-4 М до 10-13 М. При простуде чувствительность снижается из-за того, что реснички оказываются погружёнными в слишком толстый слой слизи. 9.
Кроме обонятельных клеток, связанных с обонятельным нервом, в слизистой оболочке носа имеются также свободные окончания тройничного нерва; они способны реагировать на некоторые агрессивные запахи, например, кислотные или аммиачные испарения.